# Cotocos

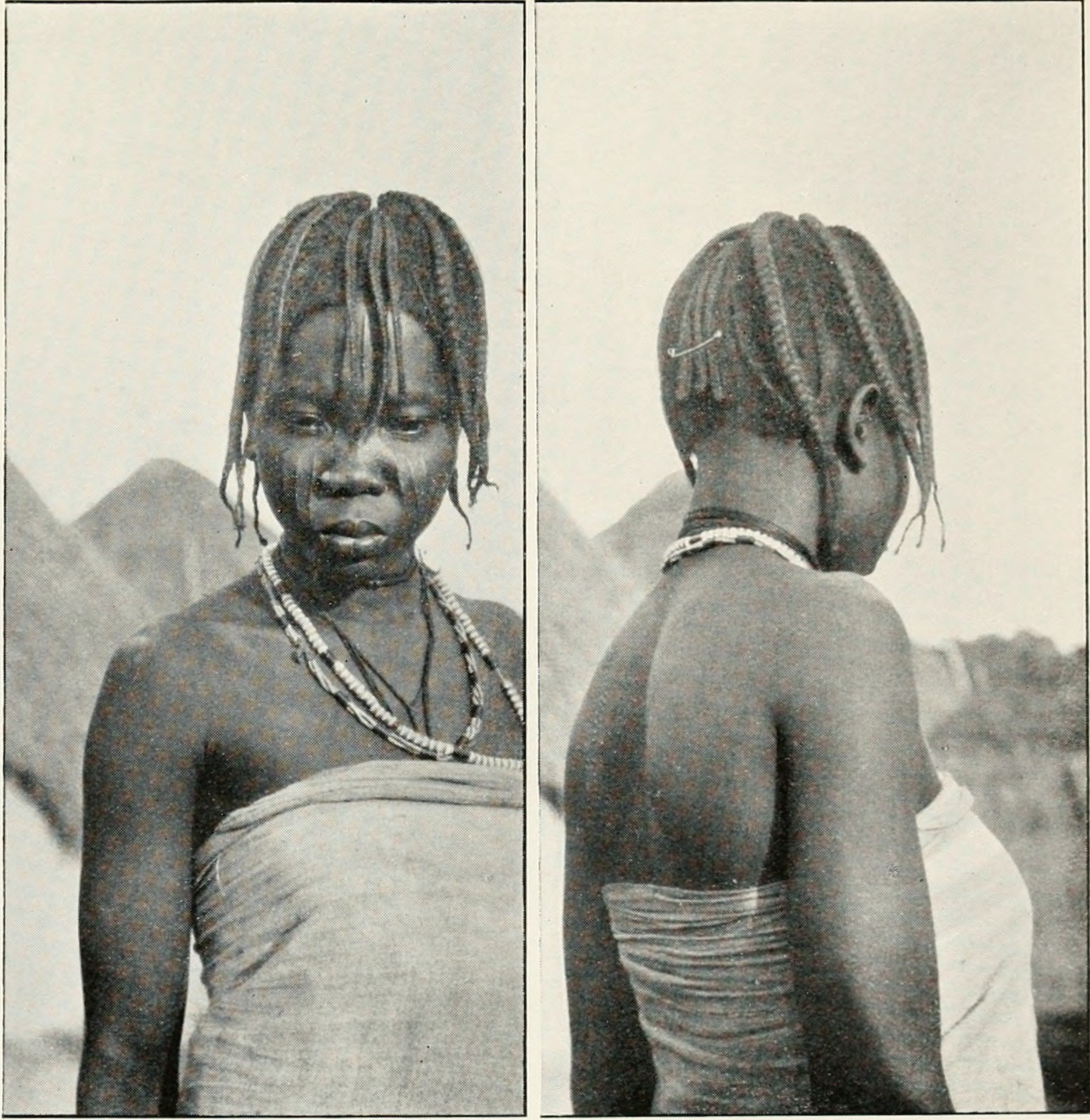
Povo Cotoco(kotokos)

Cotocos (kotokos) são um povo da África Central que engloba aproximados 90 000 indivíduos. Muitos vivem nos Camarões, e o restante está distribuído no Chade e Nigéria. Sua língua pertence ao grupo chádico da família nilo-saariana. Dividem-se em clãs que alegam ascender dos saôs e são ligados aos budumas do lago Chade. No século XV, criaram um Estado que no auge alcançou o norte da Nigéria e Camarões. Etnólogos comumente agrupam-os como habitantes de cidades ribeirinhas, pois concentram-se perto do lago Logone entre Bongor e Cusseri, no rio Chari ao sul do lago Chade, e nos rios Macari, Mani, Cusseri, Logone-Birni e Logone-Gana. Suas cidades são fortificadas e têm altas muralhas.